# Aéroport de Guangyuan Panlong
L'aéroport de Guangyuan Panlong (chinois simplifié : 广元盘龙机场 ; pinyin : guǎngyuán pánlóng jīchǎng ; (code IATA : GYS • code OACI : ZUGU)) est un aéroport desservant la ville de Guangyuan, dans la province de Sichuan, en Chine.

## Compagnies aériennes et destinations
| Compagnies              | Destinations                                     |
| ----------------------- | ------------------------------------------------ |
| Air China               | Pékin-Capitale, Canton-Baiyun, Hangzhou-Xiaoshan |
| China Eastern Airlines  | Shanghai-Pudong                                  |
| China Southern Airlines | Shenzhen-Bao'an                                  |

Édité le 03/02/2018